# Uroeuantha longipes
Uroeuantha longipes är en tvåvingeart som beskrevs av Townsend 1927. Uroeuantha longipes ingår i släktet Uroeuantha och familjen parasitflugor. Inga underarter finns listade i Catalogue of Life.